# Równina Wkrzańska
Równina Wkrzańska (313.23) – mezoregion fizycznogeograficzny Pobrzeża Szczecińskiego określany również nazwą Równina Policka położony na zachód od ujścia Odry do Zalewu Szczecińskiego i na północ od Wzniesień Szczecińskich.

## Warunki przyrodnicze

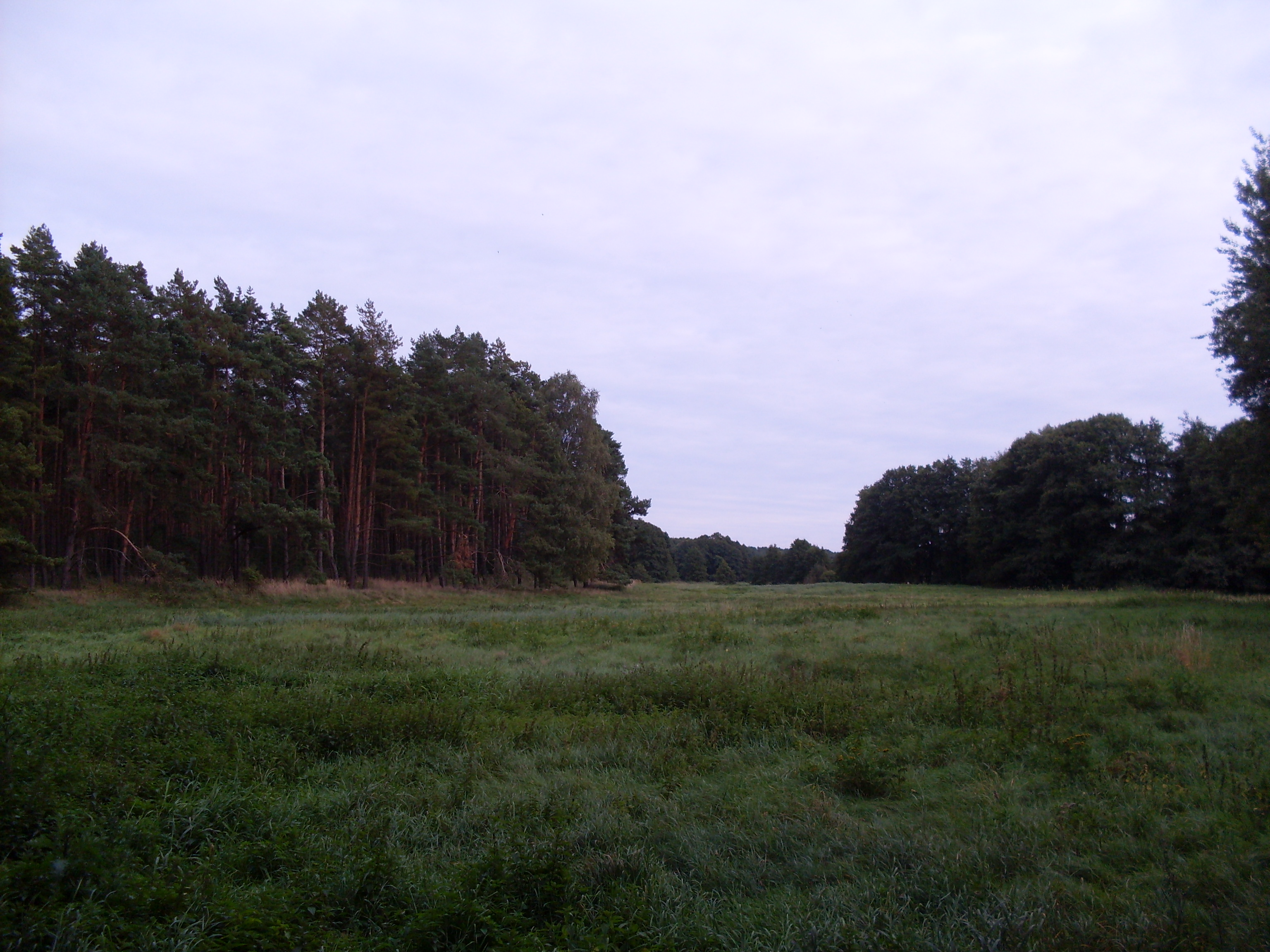
Równina Policka koło Węgornika. Polana na skraju Puszczy Wkrzańskiej przy granicy rezerwatu przyrody Świdwie

Równina zbudowana jest z materiałów stożka napływowego Odry, które powstały pod koniec plejstocenu i ma kilka stopni tarasowych osiągających od 3 do 19 m n.p.m.
Taras najwyższy w przeważającej części porośnięty jest borem sosnowym z domieszką buka i dębu, który nosi nazwę Puszcza Wkrzańska. Występują tu także torfowiska.
Na południowym skraju równiny w okolicach wsi Tanowo znajdują się Komorze Góry.
Przez Równinę Wkrzańską przepływa rzeka Gunica i rzeka Karpina. Główne miasto to Police. Na krańcu północnym równiny położone jest miasto Nowe Warpno. Największa wieś – Trzebież.
Na Równinie Wkrzańskiej znajduje się jezioro Świdwie objęte granicami rezerwatu przyrody Świdwie.

## Historia
Południowo-wschodnia część Równiny Wkrzańskiej wchodziła w skład Enklawy Polickiej.

## Turystyka
Obszar ten stanowi miejsce wycieczek dla mieszkańców Szczecina.
- miasto Police wraz z zabytkami w Starym Mieście i w dzielnicy Jasienica,
- miasto Nowe Warpno (powiat policki),
- wieś Trzebież (gmina Police),
- wieś Stolec (gmina Dobra),
- Rezerwat przyrody Świdwie,
- pomnik ofiar faszyzmu ziemi polickiej w Trzeszczynie koło Polic,
- XVII-wieczny kościół konstrukcji ryglowej w Tatyni koło Polic,
- barokowy kościół konstrukcji ryglowej z 1787 r. w Niekłończycy koło Polic

kąpieliska w 
1) Nowym Warpnie
2) Trzebieży koło Polic